# Circular to bankers
Le Circular to bankers était un hebdomadaire financier de huit pages fondé en 1828 à Londres et publié jusqu'en 1860.

## Histoire
Domicilié au 81 rue des Lombards à Londres, le Circular to bankers était vendu au prix de six guinées l’abonnement. La dernière page donnait une liste de cours boursiers, de sociétés cotées en Angleterre et à l’étranger. Son fondateur était le banquier Henry Burgess.
Le journal fut revendu en 1850 à Henry Ayres, qui ajouta le sous-titre « Journal de l’agriculture, du commerce et de la finance », en portant la pagination à 32 pages, imprimées sur du papier bleu.
En 1857 un nouveau sous-titre fut choisi : « Gazette de la finance et du commerce, et journal de l’économie politique » (gazette of banking, agriculture, commerce, and finance), avec plus d’informations sur le commerce et une publication deux fois par semaine. Il est racheté en 1858 par H. Brooks et le dernier numéro est daté du 24 mars 1860.